# Марі-Ушем
Марі́-Уше́м (рос. Мари-Ушем, марій. Марий Ушем) — присілок у складі Медведевського району Марій Ел, Росія. Входить до складу Шойбулацьке сільського поселення.

## Населення
Населення — 35 осіб (2010; 38 у 2002).
Національний склад (станом на 2002 рік):
- лучні марійці — 84 %